# Водосховища Чернівецької області
Водосховища Чернівецької області — водосховища, які розташовані на території Чернівецької області (в адміністративних районах і басейнах річок).
На території Чернівецької області налічується — лише 3 водосховища, загальною площею  — 168 га, з повним об'ємом — 7,8 млн м³.

## Загальна характеристика
Територія Чернівецької області становить 8,1 тис. км² (1,3 % території України).
Вона розташована в межах басейнів Дунаю (68 % території області, в тому числі в басейні р. Сірет — 27 %, у басейні р. Прут — 41 %) та Дністра (32 %).
Гідрографічна мережа Чернівецької області включає велику річку Дністер (протікає північною межею області протягом 290 км), середні річки басейну Дунаю — Сірет, Прут з притокою Черемош.
На території області функціонує лише 3 водосховища з повним об'ємом 7,8 млн м³. Всі вони відносяться до малих (з об'ємом менше 10 млн м³) та мають комплексне використання.
За період експлуатації вони замулились на 30 % і їх параметри не відповідають проектним.

## Наявність водосховищ (вдсх) у межах адміністративно-територіальних районів та міст обласного підпорядкування Чернівецької області[1]
| Район, місто   | Кількість вдсх, шт. | Площа вдсх, га | Об'єм вдсх — повний, млн м³ | Об'єм вдсх — корисний, млн м³ | В оренді, шт. | В оренді, га |
| -------------- | ------------------- | -------------- | --------------------------- | ----------------------------- | ------------- | ------------ |
| Вижницький     | -*                  | -              | -                           | -                             | -             | -            |
| Герцаївський   | -                   | -              | -                           | -                             | -             | -            |
| Глибоцький     | -                   | -              | -                           | -                             | -             | -            |
| Заставнівський | -                   | -              | -                           | -                             | -             | -            |
| Кельменецький  | -                   | -              | -                           | -                             | -             | -            |
| Кіцманський    | -                   | -              | -                           | -                             | -             | -            |
| Новоселицький  | 2                   | 138            | 4,5                         | 2,9                           | 2             | 138          |
| Путильський    | -                   | -              | -                           | -                             | -             | -            |
| Сокирянський   | 1                   | 30             | 3,3                         | 2,0                           | -**           | -            |
| Сторожинецький | -                   | -              | -                           | -                             | -             | -            |
| Хотинський     | -                   | -              | -                           | -                             | -             | -            |
| Разом          | 3                   | 168            | 7,8                         | 4,9                           | 2             | 138          |

Примітки: -* — немає водосховищ на території району;
-** — немає водосховищ, переданих в оренду.
Два водосховища з трьох у Чернівецькій області — використовуються на умовах оренди.

## Наявність водосховищ (вдсх) у межах основнихрайонів річкових басейнівна території Чернівецької області[1]
| Район річкового басейну | Кількість вдсх, шт. | Площа вдсх, га | Об'єм вдсх — повний, млн м³ | Об'єм вдсх — корисний, млн м³ | В оренді, шт. | В оренді, га |
| ----------------------- | ------------------- | -------------- | --------------------------- | ----------------------------- | ------------- | ------------ |
| Дністра                 | 1                   | 30             | 3,3                         | 2,0                           | -*            | -            |
| Дунаю, у тому числі     | 2                   | 138            | 4,5                         | 2,9                           | 2             | 138          |
| р. Прут                 | 2                   | 138            | 4,5                         | 2,9                           | 2             | 138          |
| Разом                   | 3                   | 168            | 7,8                         | 4,9                           | 2             | 138          |

Примітки: -* — немає водосховищ, переданих в оренду.
В межах району річкового басейну Дунаю розташовано 2 водосховища, Дністра — 1 водосховище Чернівецької області.